# Бассерман, Эрнст
Эрнст Бассерман (нем. Ernst Bassermann 26 июля 1853, Вольфах — 24 июля 1917, Баден-Баден) — один из вождей германской национал-либеральной партии, представитель более радикального её крыла. Родился в 1854 году, с 1893—1903 г. депутат рейхстага, в 1903 году забаллотирован в Карлсруэ против социал-демократа.